# Wilfried Martens Centre for European Studies

Logo des Wilfried Martens Centre for European Studies

Das Wilfried Martens Centre for European Studies (CES) ist eine europäische politische Stiftung, die der Europäischen Volkspartei (EVP) nahesteht. Es ist die größte parteinahe Stiftung auf europäischer Ebene und bezeichnet sich selbst als zehntgrößten Think Tank der Welt. Das CES wurde 2007 gegründet, seit 2014 ist es nach dem früheren EVP-Vorsitzenden und belgischen Premierminister Wilfried Martens benannt. Mitglieder sind etwa 40 nationale Denkfabriken und politische Stiftungen, die den EVP-Mitgliedsparteien nahestehen, aus dem deutschen Sprachraum die Konrad-Adenauer-Stiftung (CDU), die Hanns-Seidel-Stiftung (CSU) und die Politische Akademie der ÖVP. Vorsitzender des CES ist Mikuláš Dzurinda, früherer slowakischer Ministerpräsident.
Das CES steht für eine paneuropäische Denkweise und fördert christdemokratische und konservative politische Werte. Dazu hält es jährlich über 100 Veranstaltungen ab und veröffentlicht Forschungsarbeiten zu verschiedenen Themen sowie die halbjährlich erscheinende wissenschaftliche Zeitschrift European View.
Im Jahr 2023 stuften die russischen Behörden das Martens Center als „unerwünscht“ ein.